# پرتودرمانی با یون کربن
پرتودرمانی با یون کربن (به انگلیسی: Carbon Ion Radiotherapy)، نوعی پرتودرمانی است که در آن از ایزوتوپ کربن-۱۲، استفاده می‌گردد.
کاربرد این روش در درمان برخی گونه‌های سرطان است.
این روش نخستین بار در آزمایشگاه ملی لارنس برکلی توسعه پیدا کرد. امروزه مراکز معدودی در حال حاضر صاحب این نوع فناوری نوین در فیزیک پزشکی هستند، که اکثر آن‌ها در ژاپن و اروپا هستند. این روش هنوز تحت پژوهش قرار دارد، و به صورت بالینی وارد پرتودرمانی نگردیده.